# Жанна Тулузька
Жанна I (*Jeanne de Toulouse, 1220 — 25 серпня 1271) — графиня Тулузька у 1249—1271 роках.

## Життєпис

### Молоді роки
Походила з династії Руерг (раймундідів). Донька Раймунда VII, графа Тулузи, та Санчи Арагонської (доньки короля Арагону Альфонсо II). Народилася у 1220 році в Тулузі. 1225 року була заручена з Гуго, сином Гуго X, графом де Ла Марш, проте французький король Людовик VIII зумів завадити цьому шлюбу.
Згідно з Паризьким договором 1229 року, який підписав її батько, Жанна, як спадкоємиця графа Тулузького, була заручена з Альфонсом де Пуатьє, братом французького короля Людовика IX. 26 червня 1229 року був дано дозвіл папи римського на шлюб Жанни з Альфонсом. З цього часу Жанна мешкала при королівському дворі, виховувалася у французькій культурі, практично не знала прованської та оксітанської мови та культури. Це було зроблено для того, щоб вона не продовжила справу батька із захисту катарів.
Дата їх шлюбу невідома, дослідники називають 13 березень 1234 або 1241 року. Перша дата більш ймовірна, бо цей шлюб повинен був зміцнити владу Капетингів в Тулузі і король був зацікавлений в тому, щоб одружити брата на спадкоємиці якомога скоріше.
1241 року втратила матір. Деякий час перебувала в Пуатьє, апанажі Альфонса, який придушував повстання баронів. 1244 року з чоловіком перебралася до міста Тулуза.

### Графиня
У 1249 році після смерті батька стала графинею Тулузи. Водночас зробила графом свого чоловіка Альфонса. Слідом за цим вирушила разом з Альфонсом у Сьомий хрестовий похід на чолі із королем Людовиком IX. На час відсутності Жанни I регентка французького королівства Бланка Кастильська призначила до Тулузи королівського намісника.
Після битви під Мансурою 5 квітня 1250 року, де чоловік Жанни I потрапив в полон. Графиня дочекалася укладання миру та звільнення Альфонса, спільно з яким повернулися назад до Тулузи. Вони почали керувати графством в жовтні 1250 року. Але увійшла до міста 23 травня 1251 року, проте відтоді рідко бувала в Тулузі.
Спільно з чоловіком перебралася до Парижу, де почувалася більш зручно. При цьому дозволила інквізиторам боротися з катарами, які все ще чинили спротив. 1259 року за угодою між Людовиком IX та Генріхом III, королем Англії, було визнано права Жанни I на північні землі, після смерті якої без спадкоємців повинні були відійти до Франції.
У 1270 році Жанна I разом з чоловіком вирушила в Восьмий хрестовий похід. Під час походу король Людовик IX захворів і помер в Тунісі. Своєю чергою Жанна з чоловіком, також хворі, зупинилися в замку Корнето, поблизу Сієни. Тут Жанна I померла 25 серпня 1271 року. З її смертю графство Тулуза відійшло до французької корони.